# Anna Gustavsdotter Vasa

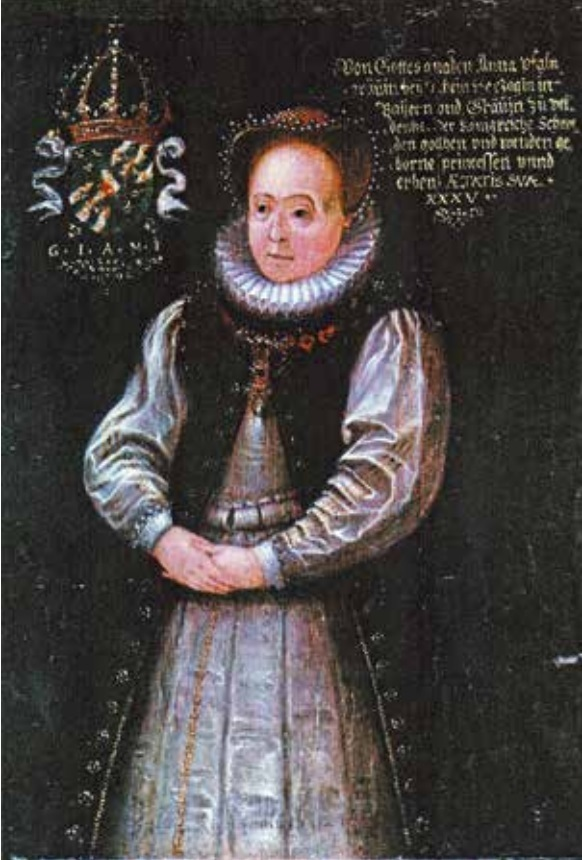
Enligt texten på denna målning föreställer porträttet prinsessan Anna.

Anna Gustavsdotter Vasa (har även kallats Anna Maria), född 19 juni 1545, död 20 mars 1610, var svensk prinsessa och pfalzgrevinna av grevskapet Veldenz. Hon var dotter till Gustav Vasa och Margareta Eriksdotter (Leijonhufvud) samt gift 20 december 1562 med pfalzgreve Georg Johan I av Pfalz-Veldenz. Hon var interimsregent i Pfalz-Veldenz från 1592 till 1598, i väntan på att makens territorium kunde delas upp mellan sönerna. 

## Biografi

### Bakgrund
Mycket lite är känt om Annas barndom. År 1547 låg hon sjuk på Svartsjö slott. Liksom sina systrar bör hon ha undervisats i tyska språket. Efter moderns död 1551 omhändertogs hon av Kristina Gyllenstierna och därefter sina mostrar Kung Märta och Brita Leijonhufvud innan fadern gifte om sig med Katarina Stenbock.   
Redan tidigt börjar fadern planera för hennes äktenskap. 1556 målades porträtt av henne och hennes systrar som sändes ut i Europa för att lansera dem på den politiska äktenskapsmarknaden med löften om en hemgift på 100 000 daler och dikter av hovpoeten Henricus Mollerus som framhävde deras goda egenskaper. Samma år sändes ett porträtt av både Anna och hennes syster Katarina till Ostfriesland. Det blev dock Katarina som valdes för det äktenskapet. År 1559 föreslog Gustav Vasa Ludvig VI av Pfalz som make till antingen Anna eller systern Cecilia. Om Cecilia skulle väljas föreslogs i stället för Anna greve Poppo XII av Hennberg, som blivit änkling 1558. Georg Johan I av Pfalz-Veldenz som tidigare planerat ett äktenskap med Cecilia Vasa, backade efter Vadstenabullret och valde då istället Anna. Giftermålskontraktet undertecknades 3 oktober 1562 och vigselakten förrättades på Stockholms slott 20 december samma år. Syftet med äktenskapet var att skaffa Sverige kontakter bland de tyska dynastierna, eftersom Georg Johan var besläktad med de flesta av de mest inflytelserika familjerna i Tyskland.

### Pfalzgrevinna
Anna fick en hemgift på 100 000 daler, då en tysk furstinna brukade få en hemgift på högst 28 000. Hennes bröllop firades med större prakt än vad som skulle bli fallet med hennes syster Cecilias: Danmarks monark närvarade bland annat vid vigseln, och Anna bar en krona av pärlor. Efter vigseln stannade paret en tid i Sverige för att hennes hemgift skulle kunna skattas ihop, och de lämnade inte Sverige förrän i juli 1563. Efter en rundtur i Tyskland bosatte de sig sedan i Lauterecken i Pfalz-Veldenz.  
Äktenskapet anses ha varit lyckligt. Anna ska ha agerat som makens rådgivare och försökt dämpa hans äventyrliga projekt. I samband med hennes bror Karls resa i Tyskland 1577 misstänkte Johan III Georg Johan för att delta i en konspiration med Karl mot honom, och Anna fick då agera medlare. Under 1578–1579 ska hon ha skött förhandlingarna för äktenskapet mellan sin bror Karl IX och Maria av Pfalz. Vid samma tidpunkt verkar Annas hemgift ha varit slut, eftersom Georg Johan inte kunde finansiera sina närvaro vid Karls bröllop 1579.   
Annas ovanligt stora hemgift användes av maken till ett mycket slösaktigt hovliv och ruinerande spekulationer. Hennes make drog genom äventyrligt leverne och en oförsiktig politik på sig en stora skulder som ruinerade statens ekonomi. Bland annat handlade det om lån för att finansiera projekt eller betala gamla. Georg Johans kanske största projekt var staden Pfalzburg, som han grundade i norra Alsace och invigde 1570 och där paret sedan tidvis bodde, på slottet La Petite Pierre (Lützelstien) strax utanför staden. Anna fick vid flera tillfällen i uppdrag att agera medlare för makens räkning, ofta då det gällde hans affärsprojekt. 1588 fick hon i uppdrag att övertala hertigen av Lothringen att förlänga tidsfristen för återköp av Pfalzburg, som Georg Johan hade sålt till Lothringen med rätt till återköp, för att han skulle få tid att låna ihop de pengar som behövdes för ett återköp. Hon lyckades förlänga fristen, men Pfalzburg övergick ändå slutgiltigt till Lothringen 1590.    

### Regentskap
Vid makens död i april 1592 var staten ruinerad: enbart räntorna på skulderna översteg statens inkomster. För att spara pengar bodde hon i flera år hos svågrarna, innan hon återupprättade hovet. Hon inledde förhandlingar med både Gunilla Bielke och Karl IX för att få ut de pengar från Sverige som Johan III lovat henne. 
Det utbröt också stridigheter om arvet mellan sönerna, som Anna försökte bilägga. Georg Johan hade delat upp sina besittningar mellan sönerna, något som gav upphov till arvstvisten. Den äldste sonen Georg Gustav skulle få Veldenz, Johan August Lützelstein och Anna tjänstgjorde som administrerande regent för det samlade territoriet från 1592 fram till att det slutligen kunde delas upp mellan sönerna år 1598. Hon försökte förgäves övertala sin bror Karl att delta i förmyndarstyret. I samarbete med de övriga förmyndarna, svågrarna Rickard av Simmern och Ludvig av Württemberg samt Ernst Filip av Baden, lyckades hon lösa problemen. Som regent hotade hon 1592 hertigen av Lothringen med hämnd från hennes regerande släktingar om han inte befallde sin son att upphöra med härjningarna i Lützelstein.  

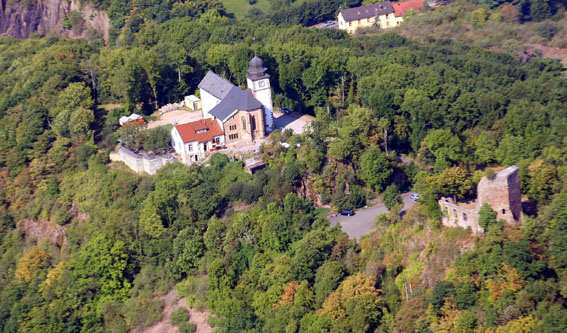
Annas stoft begravdes i Sankt Remigius kyrka i Haschbach am Remigiusberg.

Anna tillbringade sina sista år på sitt änkesäte Lauterecken och i Remigiusberg. Hon donerade en stor summa pengar till Lauterecken vars avkastning årligen skulle delas ut till de fattiga. Anna beskrivs som still, trofast, plikttrogen, med en försonlig och kärleksfull men bestämd karaktär. Hon får erkännandet att ha övervunnit den svåra situationen under sitt regentskap på grund av sina egenskaper och sin ställning som familjens sammanhållande kraft. Hon löste arvstvisten mellan sina söner genom att hänvisa till sin auktoritet som mor. Hon betraktades med aktning och respekt och var populär i Pfalz-Veldenz, där hon blev känd som "Mor Anna".  

## Barn
Anna blev mor till tolv barn, de sju äldsta föddes i Lauterecken.
1. Georg Gustav (1564–1634)
2. Anna Margareta (1566–1567)
3. Johan Ruprecht (1567–1569)
4. Anna Margareta (1571–1621)
5. Ursula (1572–1635)
6. Johanna Elisabeth (1573–späd)
7. Johan August (1575–1611)
8. Ludvig Filip (1577–1601)
9. Anna Maria (1579–1579)
10. Katarina Ursula (1582–1595)
11. Georg Hans II (1586–1654)
12. Anna Maria (död späd)